# Mike Sharpe
Mike Sharpe, född 15 juni 1956, död 11 december 2021, var en friidrottare från Bermuda. Han deltog vid olympiska sommarspelen 1976.